# Беч
Беч (на полски: Biecz) е град в Южна Полша, Малополско войводство, Горлишки окръг. Административен център е на градско-селската Бечка община. Заема площ от 17,71 км2.

## Население
Към 1880 г. селището има 383 къщи, с 2 450 жители, от които 1 878 римокатолици и 284 евреи.
Според данни от полската Централна статистическа служба, към 1 януари 2014 г. населението на града възлиза на 4 705 души. Гъстотата е 266 души/км2.